# Liriomyza quiquevittata
Liriomyza quiquevittata este o specie de muște din genul Liriomyza, familia Agromyzidae, descrisă de Mitsuhiro Sasakawa în anul 1994. Conform Catalogue of Life specia Liriomyza quiquevittata nu are subspecii cunoscute.